# Jón Jósep Snæbjörnsson
Jón Jósep Snæbjörnsson nebo Jónsi (* 1. června 1977 Akureyri, Island) je islandský zpěvák, herec a člen skupiny Í Svörtum Fötum.

## Biografie
Jónsi je podle veřejného hlasování z roku 2004 jeden z nejpopulárnějších islandských zpěváků.
Narodil se 1. června 1977 v Akureyri, v severní části Islandu. Poté se v roce 1997 rozhodl přestěhovat do Reykjavíku a začít s hudbou jako profesí.
Brzy dostal několik příležitostí a jako zpěvák se roce 1998 se připojil ke skupině přátel, kteří založili kapelu a hledali zpěváka. Kapela byla pojmenována Í Svörtum fotum (V černém) a 1. ledna 1999 debutovali oblečení v černých oblecích, bílých košilích a černých kravatách. Po uvolnění singlu „Nakinn“ na jaře roku 2001 si získali národní uznání a singl se umístil na 2. místě v islandském žebříčku.
V září 2001 kapela obdržela kontrakt na čtyři alba s vydavatelstvím Skifan Records. Kapela je známá pro svá aktivní živá vystoupení a pro zaneprázdněné cestovní plány. V létě roku 2002 se pracovalo na dokončení druhého alba Í Svörtum fotum, které bylo v prodejnosti zlaté a obdrželo dobré recenze. Popularita stále sílila a album Tengsl mělo ještě větší úspěch. Jónsi byl nominován na zpěváka roku v Icelandic Music Awards 2003 pro silná vystoupení. Byl opakovaně oceněn zpěvákem roku a Nejlepšími živými výstupy podle ankety populárních posluchačů na rozhlasových stanicích.
V roce 2003 se objevil v hlavní roli Danny Zuka v muzikálu Pomáda s Birgittou, která hrála Sandy, což muzikál učinilo jedním z islandských největších divadelních trháků. V roce 2004 reprezentoval Island na Eurovision Song Contest 2004 s písní „Heaven“. Ve finále se umístil na 19. místě.
Za svou kariéru herecky ztvárnil roli ve filmu Áramótaskaup 2004 (2004) а vedlejší role ve filmech Strákarnir okkar (2005) a Skaup (2007). Byl moderátorem islandské verze pořadu Singing Bee a mládežnického sportovního pořadu Skolahreysti.
V roce 2007 se zúčastnil národního kola Söngvakeppni Sjónvarpsins 2007. Ve finále se ale s písní „Segðu mér“ neumístil.
V roce 2012 se opět zúčastnil národního kola Söngvakeppni Sjónvarpsins, s písni „Mundu eftir mér“ se v prvním semifinálovém večeru představil v duetu s Grétou Salóme. Dne 11. února finále národního kola vyhráli. Po vítězství duo nahrálo anglickou verzi vítězné písně nazvanou „Never Forget“, která byla organizací OGAE vyhlášena v květnu jedním z hlavních favoritů na vítězství v Eurovision Song Contest 2012. Dne 13. května započali zkoušky v hostitelské Crystal Hall v Baku. Duo vystoupilo v prvním semifinále soutěže, které se konalo 22. května, jako druhé v pořadí. V semifinále získali 75 bodů a do finále se kvalifikovali z osmého místa. Během tiskové konference, která se konala po semifinálovém večeru, si vylosovali startovní pozici 7. Ve finále, které se konalo o 4 dny později, získali 46 bodů a skončili na 20. místě.

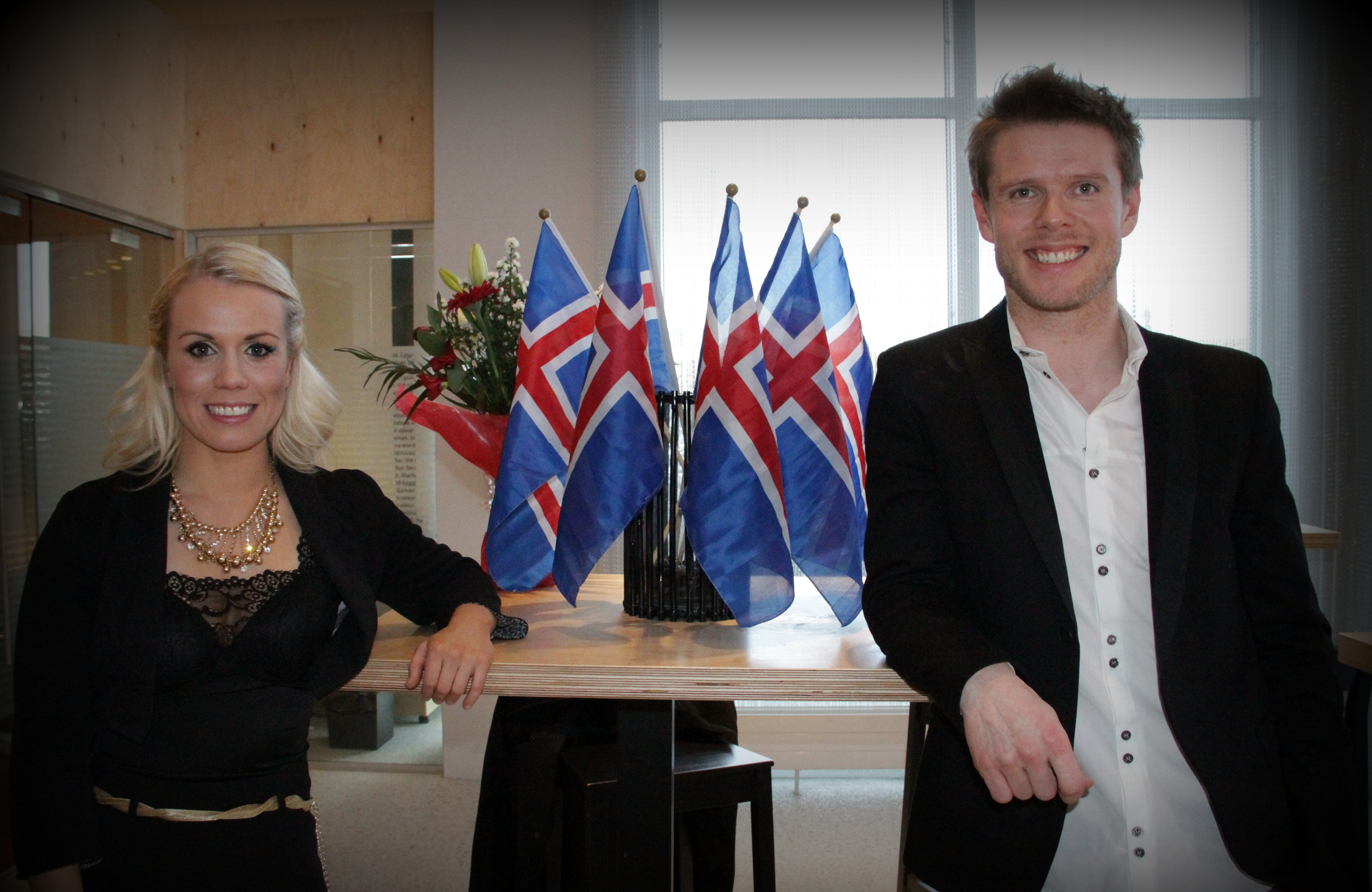
Gréta Salóme Stefánsdóttir a Jón Jósep Snæbjörnsson (Jónsi)